# Drew Sidora
Drew Sidora (właśc. Drew Sidora Jordan) – amerykańska aktorka i piosenkarka ur. 1 maja 1985 w Chicago, Illinois, USA.

## Filmografia
- 2007 - "Motives 2" (Motyw 2:Zemsta) jako Rene
- 2007 - "Wild Hogs" (Gang Dzikich Wieprzy) jako Haley Davis
- 2009 - "B-Girl" jako Roghteous
- 2006 - "Step Up: Taniec zmysłów" (Step Up) jako Lucy Avila
- 2004 - "Nigdy nie umieraj sam" (Never Die Alone) jako Edna Jr
- 2002 - "Bez śladu" (Without a Trace) jako Thani Corey (gościnnie)
- 2004 - "Agenci bardzo specjalni" (White Chicks) jako Shaunice
- 1995 - "Divas" jako Angela